# فرپلی (کنتاکی)
فرپلی (به انگلیسی: Fairplay) یک منطقهٔ مسکونی در ایالات متحده آمریکا است که در شهرستان ادیر، کنتاکی واقع شده‌است. فرپلی ۲۹۹٫۹۳ متر بالاتر از سطح دریا واقع شده‌است.